# Luigi Mallé
Luigi Mallé (Torino, 13 maggio 1920 – 8 gennaio 1979) è stato uno storico dell'arte italiano.

## Biografia
Figlio unico, Luigi Mallé nacque nel 1920 da Mario Mallé e Maria Giordano, entrambi originari di Dronero. Si laureò in giurisprudenza nel 1943 e poi in scienze politiche. Mentre studiava lettere, venne internato in vari campi di concentramento tedeschi e ciò gli lasciò segni indelebili nella salute e nel corpo. Al termine della seconda guerra mondiale, si iscrisse alla facoltà di storia dell'arte, diplomandosi ancora una volta nel 1946. Nel 1947 Mallé divenne impiegato giornaliero presso il Museo civico d'arte antica di Palazzo Madama a Torino, per il quale iniziò a stendere i nuovi inventari delle opere. Tra la seconda metà degli anni quaranta e gli inizi del decennio seguente prese ulteriori lezioni da Anna Maria Brizio, Lionello Venturi e Mario Salmi. La prima pubblicazione di Mallé risale al 1950: si tratta della sua tesi di laurea del 1946 dedicata al De pictura di Leon Battista Alberti.
Nel 1963 Mallé divenne vicedirettore del Museo civico d'arte antica e pubblicò il primo catalogo dei dipinti del Museo d'arte antica. Realizzò altri cataloghi per il museo torinese, l'ultimo dei quali, risalente al 1970, è dedicato alla collezione dei vetri. Nel dicembre 1965 (secondo altre fonti nel gennaio 1966) succedette a Vittorio Viale in qualità di direttore dei musei civici torinesi. Oltre a scrivere una serie di opere dedicate all'arte, promosse e curò ventidue mostre di importanti artisti come Hans Hartung, Robert Motherwell, Julio González e Lucio Fontana.
Si ritirò a vita privata nel 1973 e morì sei anni più tardi. Nel 1995 venne inaugurato, per volere testamentario dello storico piemontese, il Museo civico Luigi Mallé di Dronero, che ha sede presso la casa paterna.

## Opere (elenco parziale)
- La visione pittorica di un umanista, 1945-1946
- Le arti figurative in Piemonte, 1960
- Artisti d'oggi per il barocco piemontese, 1963
- Il Sacro Monte di Orta, 1963
- Maestri fiamminghi, 1964
- Pittori piemontesi dell'800, 1967
- Stupinigi : un capolavoro del Settecento europeo tra barocchetto e classicismo: architettura, pittura, scultura, arredamento, 1968
- Maioliche italiane dalle origini al Settecento, 1973[6]